# Патрік Мюллер
Па́трік Мю́ллер (нім. Patrick Müller; народився 17 грудня 1976; Женева, Швейцарія) — швейцарський футболіст австрійського походження, який наразі захищає кольори французького клубу «Монако». Колишній гравець та капітан національної збірної Швейцарії. Кар'єру за збірну завершив одразу після Чемпіонату Європи 2008.

## Клубна кар'єра
Патрік Мюллер є вихованцем швейцарського клубу «ФК Мейрен», в якому грав пліч-о-пліч разом з майбутьнім партнером по збірній Йоганном Фогелем ще з юніорських років. В 1994 році він перейшов до команди зі свого рідного міста «Серветт», дебютувавши в 1995 р. у вищому дивізіоні Чемпіонату Швейцарії - Швейцарській Суперлізі. В «Серветті» відіграв 4 сезони, маючи в своєму активі 103 поєдинки та 4 забиті м'ячі. Однак команді не вдавалось посісти призові місця в чемпіонаті, найбільшим досягненням клубу стало 3-тє місце в сезоні 1997-98.
Взимку 1999 року підписує контракт з цюрихським клубом «Ґрассгоппер», який займає друге місце в чемпіонаті, поступаючись першою сходинкою колишньому клубу Мюллера. В сезоні 1999-00 «Ґрассгоппер» займає лише 4-те місце, а Мюллер входить до числа найкращих гравців чемпіонату та отримує запрошення від найсильніших європейських клубів.
Але він зробив свій вибір на французькому «Ліоні», який тільки починав набирати оберти та формуватися як один з найсильніших клубів Франції 2000-их років. В сезоні 2000-01 дебютував в Лізі 1 29 липня 2000 р. в 1-му турі проти команди «Ренна», в якому Les Gones зіграли вдома на "Стад Жерлан" в нічию 2-2. Патрік швидко здобув місце в основному складі, зігравши в 30-ти зустрічах та навіть забивши один м'яч у ворота «Страсбура», ворота якого захищав парагваєць Хосе Луїс Чилаверт. В цьому сезоні Мюллер стає володарем свого першого титулу - Куп де ля Ліґ. А вже в наступному сезоні 2001-02 допомагає «Ліону» вперше в своїй історії виграти чемпіонат Франції, створивши надійний тандем в обороні разом з Жеремі Бреше.

## Національна збірна Швейцарії з футболу
Патрік Мюллер захищав кольори національної збірної Швейцарії з 1998 по 2008 рр. Дебютував у товариській зустрічі проти команди Північної Ірландії 22 квітня 1998 року в Белфасті, вийшовши на заміну у другому таймі замість Стефана Шапюїза, однак швейцарці поступилися господарям поля з рахунком 0-1. Останню гру провів на домашньому Євро проти команди Португалії 15 червня 2008 року в Базелі, швейцарська збірна перемогла з рахунком 2-0. Загалом за збірну зіграв 81 матч та відзначився 3-ма голами.

## Статистика
Дані станом на 24 березня 2009 р.
| Сезон   | Клуб     | Країна  | Ліга   | Матчі | Хвилини | Голи | Передачі |  |  |
| ------- | -------- | ------- | ------ | ----- | ------- | ---- | -------- |  |  |
| 2008–09 | «Монако» | Франція | Ліга 1 | 6     | 540     | 0    | 0        |  |  |

## Досягнення
«Ліон»
- Чемпіон Франції — 2001-02, 2002-03, 2003-04, 2006-07, 2007-08
- Володар кубка Франції: 2007-08
- Володар Суперкубка Франції — 2002, 2003, 2004, 2006, 2007
- Володар кубка французької ліги — 2000-01